# Бріан Хамалайнен
Бріан Хамалайнен (дан. Brian Hamalainen, фін. Brian Hämäläinen, нар. 29 травня 1989, Аллеред) — данський футболіст фінського походження, захисник клубу «Динамо» (Дрезден).

## Клубна кар'єра
Народився 29 травня 1989 року в комуні Аллеред. Вихованець «Люнгбю». У 2007 році він дебютував за клуб у Суперлізі Данії, проте за підсумками першого ж сезону клуб зайняв останнє місце і понизився у класі, де провів два сезони. У сезоні 2009/10 Бріан допоміг команді вийти в данську Суперлігу. У травні 2009 року активний інтерес до футболіста проявляв французький «Лілль», але «Люнгбю» відповів відмовою. У тому ж році Хамалайнен перейшов у бельгійський «Зюлте-Варегем». 30 липня 2011 року в матчі проти «Локерена» він дебютував у Жюпіле-лізі. 18 березня 2013 року в поєдинку проти «Мехелена» Бріан забив свій перший гол.
По закінченні сезону Хамалайнен перейшов в «Генк». 2 вересня у зустрічі проти «Андерлехта» Бріан дебютував за новий клуб. У сезоні 2012/13 він завоював Кубок Бельгії, але незважаючи на ці досягнення Хамалайнен більше використовувався, як футболіст резерву.
Влітку 2016 року повернувся в «Зюлте-Варегем». У першому сезоні після повернення виграв другий у кар'єрі Кубок Бельгії.
2018 року став гравцем клубу «Динамо» (Дрезден) з Другої Бундесліги.

## Виступи за збірні
2005 року дебютував у складі юнацької збірної Данії, взяв участь у 22 іграх на юнацькому рівні, відзначившись одним забитим голом.
2009 року залучався до складу молодіжної збірної Данії. На молодіжному рівні зіграв у 10 офіційних матчах, забив 1 гол.

## Досягнення
- Володар Кубку Бельгії: 2012/13, 2016/17